# Gianni Padoan
Giovanni Battista Padoan, noto come Gianni Padoan (Velletri, 28 maggio 1927 – Lecco, 5 aprile 1995), è stato uno scrittore, ambientalista ed etologo italiano.

## Biografia
Pubblicò più di cento romanzi tradotti in decine di lingue, tra cui inglese, francese, tedesco, spagnolo, olandese, ungherese e giapponese. Nel 1980 ottenne il "Libro d'oro", destinato, di anno in anno, agli scrittori che raggiungono il milione di copie vendute. Tra i numerosi premi conseguiti, ottenne per tre volte il Bancarellino (nel 1970 per il libro Robinson dello spazio, nel 1979 per La carica delle patate e nel 1983 con Il branco della rosa canina) e una volta il Premio Castello (nel 1970, con Robinson dello spazio). Dal suo  libro Tottoi in Giappone è stato realizzato un fortunato cartone animato, intitolato Tottoi come il libro. Padoan curò l'adattamento letterario italiano degli episodi della serie televisiva inglese di culto Spazio 1999. L'UNESCO lo designò fra i dieci migliori scrittori per ragazzi di tutto il mondo.
Gianni Padoan, che ha scritto e condotto per la Rai numerosi programmi e sceneggiati radiofonici, ai suoi esordi collaborò a diverse testate giornalistiche e riviste specializzate in storia, tra cui "Storia Illustrata" e "Historia".
Visse per anni in tenda e in roulotte, in Grecia e nel Parco nazionale d'Abruzzo, dove studiò il comportamento dei lupi. Sulla sua biografia, nella quarta di copertina di uno degli ultimi libri, fece scrivere: "Non vanta radici e fa il possibile per non metterne. Ha realizzato i suoi ideali di vita cancellando dalla sua realtà esistenziale anche 'la casa' e tutto ciò che le 'quattro mura' comportano".

### Vita privata e morte
Morì a Lecco all'età di sessantasette anni: era padre della scrittrice Daniela Padoan, con la quale scrisse alcuni degli ultimi libri.

## Tottoi
Nel 1980 Padoan scrisse Tottoi, il racconto di un 14enne spaesato e sensibile che dette il nome al libro (nato in Germania da emigrati sardi, di ritorno nel paese dei genitori) e di Zabaione - il vero protagonista della storia -, un cucciolo di foca monaca che imparò a nuotare nelle grotte di Cala Gonone, in Sardegna. E i cui "occhioni dolci, tristi e rassegnati [...] accusavano gli esseri umani di averlo condannato a morte".
Il libro andò esurito in tutte le sue edizioni, sia quelle pubblicate con Bompiani prima, che poi con Mondadori. La trama del racconto ispirò un anime uscito in Giappone nel 1992 e un videogioco per Playstation e pc che insegnava ai bambini giapponesi la grammatica della lingua inglese. L'anime, doppiato successivamente in spagnolo, arrivò in Italia dieci anni più tardi, nel 2012, grazie alla traduzione, fatta dagli alunni della classe 1A della scuola media di Dorgali, in italiano e sardo.
A 26 anni di distanza dalla la morte dello scrittore, sotto la spinta di Giuseppe Pisanu, direttore del Museo archeologico del comune di Dorgali, la casa editrice Taphros organizzò la riedizione di Tottoi, pubblicata nel 2021 e accompagnata dai disegni di Claudia Piras.

## Opere
- Robinson dello spazio, AMZ 1969 (Premio Bancarellino e Premio Castello. 1970)
- Glory glory, alleluja...!, AMZ 1969
- Insieme alla scoperta di civiltà sepolte, Capitol 1969
- La V B al palazzo di giustizia, Capitol 1969
- Un elmetto coperto di fango, AMZ 1970
- I capelloni di Emmaus, AMZ 1970
- Atomi in cantina, AMZ 1971
- Il serpente d'argento, Capitol 1971
- L'inferno di bambù, AMZ 1971
- Uomini e jet, Capitol 1971
- Le ombre della città, Fabbri 1972
- ONU Assemblea Straordinaria, Fabbri 1972
- Petting, AMZ 1972
- Scoop!, Fabbri 1972
- Concerto di libertà, Fabbri 1972
- Il Contro-Pinocchio, I Controlibri Editrice 1973
- La banda di Colin, Fabbri 1973
- Il principe dei pistoleri (pseudonimo Bruce Meredith) AMZ 1973
- Il fantasma del Monte Che-barba, AMZ 1973
- Robinson degli oceani, AMZ 1973
- Il Che di Assisi, AMZ 1974
- I figli di Mao, AMZ 1975
- Buffalo Bill (pseudonimo Harvey Clegg) AMZ 1976
- I pionieri del cosmo, AMZ 1976
- Spazio 1999: Il distacco, I naufraghi dello spazio, I pirati delle galassie, Verso il Tremila, I giustizieri del cosmo, Al di là del tempo, L'ultimo tramonto, Gli eredi del passato, Guerra nel cosmo, I giorni del terrore, Gli esploratori dell'eternità, La grande dominatrice, Gli alieni dai mille volti, Gli stregoni del cosmo, Il ritorno degli ibernati, Rapimento nello spazio, AMZ 1976
- Contrabbandieri a dritta, Capitol 1975
- I misteri della stella nera, Mondadori 1978
- I pirati della galassia, Mondadori 1978
- Le tigri di Moonpracer, Mondadori 1979
- La carica delle patate, AMZ 1979 (Premio Bancarellino 1979)
- Tottoi, Bompiani 1980
- Alla conquista di Rigel, Mondadori 1980
- Il branco della rosa canina, Mondadori 1982 (Premio Bancarellino 1983)
- Halki e Diki, due cani di purissima razza bastarda, Rusconi 1984
- L'uomo che riscoprì l'America, 1986
- La corona senza foglie, AMZ 1986
- Morgan il gatto, Editrice Piccoli 1986
- Amici di zampa e di penna, Thema Editore 1989
- Tredici anni, Salani 1989
- Il sangue e l'inchiostro, Thema Editore 1990
- Ritorno a via Paal, De Agostini 1992
- Libro e moschetto, Sansoni 1995
- Tottoi e i cavallini della giara, Giunti 1995
- Un caso giudiziario, Le Monnier 1995
- Tottoi e i delfini (con Daniela Padoan), Giunti 1996